# Acartauchenius derisor
Acartauchenius derisor is een spinnensoort in de taxonomische indeling van de hangmatspinnen (Linyphiidae).
Het dier behoort tot het geslacht Acartauchenius. De wetenschappelijke naam van de soort werd voor het eerst geldig gepubliceerd in 1918 door Eugène Simon.